# Lingerie Football League
Lingerie Football League (skrót: LFL) – amerykańska kobieca liga bazująca na zasadach futbolu amerykańskiego, w której zawodniczki ubrane są w seksowną bieliznę.

## Ogólne założenia i zasady gry
Gra rozgrywana jest w formule full contact i podobnie inne rozgrywki ligowe futbolu amerykańskiego. Ubiór zawodniczek składa się z ochraniaczy na ramiona, łokcie i kolana. Ponadto futbolistki ubrane są w podwiązki, biustonosze, figi, a na głowie kask przypominający hełm używany hokeju na lodzie z przesłoną z przezroczystego tworzywa sztucznego.
Gra toczy się pomiędzy 2 zespołami (7 na 7).
Mecz trwa 2 x po 17-minut i przerwa 15-minut. W przypadku remisu, rozgrywa się dogrywki 8-minutowe (jedną lub więcej) z zasadą złotego gola.